# Альварадо, Рудесиндо
Дон Рудесиндо Альварадо и Толедо (исп. Rudecindo Alvarado; 1 марта 1792, Сальта, Вице-королевство Рио-де-ла-Плата — 22 июня 1872, там же) — аргентинский военный, политический и государственный деятель. Бригадный генерал, участник Войны за независимость Аргентины. Губернатор провинции Мендоса (1829) и провинции Сальта (1831). Военный министр и министр Военно — морского флота Конфедерации Аргентина (1854).

## Биография
Сын испанского торговца. Изучал право в Университете Кордовы, однако из-за смерти отца, учёбы не закончил.
После Майской революции вступил в Северную армию Соединённых провинций Южной Америки, сражался при обороне г. Сан-Рамон-де-ла-Нуэва-Оран. Под командованием генерала Мануэля Бельграно участвовал в Жужуйском исходе от Королевской армии Перу, битвах при Тукумане, Сальте, Вилькапухио и Айохуме. Позже сражался под командованием Хосе Рондо.
Когда Сан-Мартин стал организовывать Андскую армию, Альварадо перебрался в провинцию Мендоса, где был назначен командиром батальона егерей Анд. В составе дивизии генерала Лас Гераса в 1817 году совершил переход через Кордильеры и сражался в Битве при Чакабуко. После этого двинулся на юг Чили, участвуя в нескольких битвах при Консепсьоне, Талькауано. Командовал левым крылом в успешной битве при Майпу (1818) против испанских роялистов и др.
В чине полковника командовал гренадерским кавалерийским полком с которым участвовал в кампании в Перу, одним из первых вошёл в город Лима. Вёл переговоры с вице-королём Перу Песуэлой. Позже был назначен начальником штаба перуанской армии.
В середине 1822 года Сан-Мартин подал в отставку и покинул Перу. Но перед уходом назначил Альварадо верховным маршалом Перу и командующим всеми аргентинскими войсками и поручил ему разгромить силы роялистов в Верхнем Перу.
Член Унитарной партии Аргентины.